# Arcisate
Arcisate (lombardul: Arcisaa) település Olaszországban, Varese megyében. Lakosainak száma 9933 fő (2023. január 1.). Arcisate Cantello, Induno Olona, Varese, Bisuschio, Cuasso al Monte, Valganna és Viggiù községekkel határos.

## Népesség
A település népességének változása:
| Lakosok száma | 9962 | 9978 | 9933 |
|               | 2017 | 2018 | 2023 |